# Чарлз Бабидж
Чарлз Бабидж (1791–1871), британски математик, енциклопедист, философ и изобретател.
Създал е като проект първата сметачна машина – истински предшественик на компютъра, която обаче така и не се появява на бял свят. Тази машина била наречена Аналитична машина (на английски: Analytical engine). Първата програма е написана от графиня Ада Лъвлейс Кинг, дъщеря на английския поет Байрон, когато тя превежда лекцията на Чарлз Бабидж на английски (тя била изнесена на френски в Университета в Торино).

## Ранен живот
Родното място на Бабидж се оспорва, но според Оксфордския речник за национална биография, той най-вероятно е роден на 44 Кросби Роу, Уолуорд Роуд (Walworth Road), Лондон, Англия. Синя плоча на кръстовището на Larcom Street и Walworth Road отбелязва събитието.
Датата му на раждане е посочена в некролога му във вестник Таймс като 26 декември 1792 г.; но по-късно негов племенник пише, че Бабидж е роден една година по-рано, през 1791 г. Енорийския регистър на Сейнт Мери, Нюингтън, Лондон, показва, че Бабидж е кръстен на 6 януари 1792 г., подкрепяйки, че годината на раждане е 1791 г.
Бабидж е от 4-те деца на Бенджамин Бабидж и Бетси Плъмли Тийп. Баща му е банков партньор на Уилям Прайд при основаването на Praed's & Co. през 1801 г.  През 1808 г. семейство Бабидж се премества в стара къща на Роудънс в Тинмът. На около 8-годишна възраст е изпратен в селско училище в Алфингтън близо до Ексетър, за да се възстанови от животозастрашаваща треска. За кратко посещава гимназията „Крал Едуард VI“ в Тотнис, Южен Девън, но здравето му го принуждава да се върне за известно време при частни учители.